# گرند ال. بوش
گرند ال. بوش (انگلیسی: Grand L. Bush؛ زادهٔ ۲۴ دسامبر ۱۹۵۵) یک هنرپیشه اهل ایالات متحده آمریکا است.
او در فیلم آتش گرفتن، میلیون‌ها بروسترس، نفوذ بد و فوکوس خودکار بازی کرده‌است.